# Утвинка
Утвинка (каз. Утвинка) — село в Бурлинском районе Западно-Казахстанской области Казахстана. Входит в состав Бумакольского сельского округа. Код КАТО — 273645300.

## Население
В 1999 году население села составляло 259 человек (121 мужчина и 138 женщин). По данным переписи 2009 года, в селе проживало 157 человек (88 мужчин и 69 женщин).